# The Man Who Haunted Himself
The Man Who Haunted Himself is een Britse psychologische thriller uit 1970 geschreven en geregisseerd door Basil Dearden. De hoofdrol wordt gespeeld door Roger Moore. Het verhaal is gebaseerd op het korte verhaal The Case of Mr. Pelham van Anthony Armstrong.

## Verhaal
De succesvolle en getrouwde Harold Pelham (Roger Moore) belandt na een traumatisch auto-ongeluk in het ziekenhuis. Hij ondergaat een spoedoperatie, waarbij de doktoren een raar verschijnsel tegenkomen: Pelham blijkt opeens een dubbele hartslag te hebben. Na ontslag uit het ziekenhuis wordt het duidelijk dat verschillende mensen hem de voorbij gegane week samen met een andere vrouw hebben gezien. Heeft hij een affaire? Dit is echter onmogelijk, want toen lag hij immers in het ziekenhuis. Pelham gaat enorm aan zichzelf twijfelen en begint zich af te vragen of hij misschien een dubbelganger heeft. Zo steunt hij een fusie waar hij voor zijn ongeluk erg op tegen was. Door allerlei gebeurtenissen wordt hij langzaam gek.

## Rolverdeling
| Acteur             | Personage           |
| ------------------ | ------------------- |
| Roger Moore        | Harold Pelham       |
| Hildegard Neil     | Eve Pelham          |
| Alastair Mackenzie | Michael Pelham      |
| Hugh Mackenzie     | James Pelham        |
| Kevork Malikyan    | Luigi               |
| Thorley Walters    | Frank Bellamy       |
| Anton Rodgers      | Tony Alexander      |
| Olga Georges-Picot | Julie Anderson      |
| Freddie Jones      | Dr. Harris          |
| John Welsh         | Sir Charles Freeman |
| Edward Chapman     | Barton              |